# Стахановская улица (Екатеринбург)
Улица Стаха́новская (до 1937 года — улица Сулимова) — улица в жилом районе (микрорайоне) «Уралмаш» Орджоникидзевского административного района Екатеринбурга.

## Расположение и благоустройство
Улица проходит с юго-запада на северо-восток между улицами Ильича и Индустрии. Начинается от перекрёстка проспекта Орджоникидзе и улицы Краснознамённой и заканчивается у улицы Восстания. Пересекается с улицами Кировградская, Калинина, Уральских Рабочих и улицей Победы, после чего прерывается и продолжается снова от улицы Избирателей до улицы Восстания.

## История
Возникновение улицы связано с формированием и развитием соцгородка «Уралмашзавода» в 1930-е годы. Улица появилась на карте Свердловска в 1933 году под названием «улица Сулимова» в честь Даниила Егоровича Сулимова (с 1926 по 1927 возглавлял Уральский обком ВКП(б), а с 1930 по 1937 год был председателем СНК РСФСР). В 1937 году Сулимов был объявлен врагом народа и расстрелян, а улицу, названную в его честь, переименовали в Стахановскую (данное название является отсылкой к стахановскому движению, которое, в свою очередь, происходит от фамилии инициатора движения, донбасского шахтёра А. Г. Стаханова).
Улица начиналась от улицы Сталина (в настоящее время — проспект Орджоникидзе) до улицы Победы, бывшей на тот момент северной границей Уралмаша. По некоторым данным, «в народе» эту улицу называют «Стакановской», «памятуя об исконно пролетарском происхождении населяющего её контингента».
К 1935 в доме № 1 располагался магазин, в доме № 5 — столовая, в доме № 28 — детская техническая станция, в доме № 33 — ФЗД (фабрично-заводская десятилетка) в доме № 22 (позднее — снесены), в доме № 2 — гостиница-общежитие, поликлиника РОКК, в доме № 15 — гостиница-общежитие.

## Ближайшие станции метро
В 1300 метрах к востоку от начала улицы находится станция метро  «Уралмаш», в 800 метрах к северо-востоку от конца улицы — станция метро  «Проспект Космонавтов».